# Stoomtrein Goes - Borsele
De Stichting Stoomtrein Goes – Borsele (SGB) exploiteert een toeristische treindienst op Zuid-Beveland in de provincie Zeeland.

## Lijnen op Zuid-Beveland
In de jaren twintig van de twintigste eeuw werden door de Spoorweg-Maatschappij Zuid-Beveland vanuit Goes enkele tramlijnen aangelegd. Deze werden geopend in 1928 en met motorrijtuigen geëxploiteerd. Al na enkele jaren werd het reizigersvervoer gestaakt. Goederenvervoer bleef bestaan.
De lijnen naar Wemeldinge en Wolphaartsdijk werden in 1942 opgeheven en opgebroken. De lijnen naar Hoedekenskerke en Borssele (gemeente Borsele) bleven tot 1972 voor goederenvervoer in gebruik. De westelijke lijn van 's-Heer Arendskerke in de richting van Borssele werd uitgebreid tot havenspoorlijn (Oude Sloelijn) naar het Sloegebied en werd bereden door goederentreinen, maar is na ingebruikneming in 2007 van de Nieuwe Sloelijn opgebroken.

## SGB
Op de oostelijke lijn wordt vanaf 1972 een museumdienst gereden door de in 1971 opgerichte Stichting Stoomtram Goes – Borsele. Het was de bedoeling door te rijden tot het dorp Borssele, maar het stuk spoor tussen Oudelande en Driewegen werd afgekeurd en zo werd besloten dat Oudelande het verste punt bleef. Tussen Oudelande en Borssele is het spoor opgebroken. Jarenlang was Hoedekenskerke het eindpunt van de lijn. Sinds 2010 is Baarland het eindpunt van de toeristische dienst. Het stuk tussen Baarland en Oudelande is door struiken overwoekerd. De stoomtreinen rijden niet verder dan Hoedekenskerke omdat er in Baarland geen mogelijkheid bestaat om de locomotief naar de andere kant van de trein te rangeren (te laten omlopen) en om de locomotief van water te voorzien (te bewateren). Het spoor tussen Hoedekenskerke en Baarland wordt alleen door motortreinen bereden, waarbij de machinist voor de terugreis alleen maar naar de cabine aan de andere zijde van de trein hoeft te lopen.
Voor de toeristische dienst wordt gebruikgemaakt van enkele van industrieën overgenomen kleine stoomlocomotieven. Aanvankelijk werd gereden met van de Belgische Spoorwegen overgenomen houten coupérijtuigen. Enkele jaren na de start van de treindienst is men gebruik gaan maken van Blokkendoosrijtuigen afkomstig van de Nederlandse Spoorwegen. Deze rijtuigen maakten oorspronkelijk deel uit van elektrische treinstellen, maar bij de SGB worden deze door een stoomlocomotief getrokken. Daarnaast beschikt de SGB over diverse historische NS-rijtuigen, zoals een ovaleramenrijtuig en een stalen coupérijtuig.
Ondanks het grote spoorwegmaterieel en het lokaalspoorkarakter van de lijn is het voor de wet nog steeds een tramweg. In de jaren negentig werd de naam Stoomtram in Stoomtrein Goes – Borsele veranderd.
In Goes is in het vroegere NS-tractiegebouw uit 1927 de werkplaats van de SGB ondergebracht. In de afgelopen jaren werd dit gebouw gerestaureerd en ook werden hier diverse locomotieven en rijtuigen gerestaureerd. Voorts werden twee replica-motorwagens van het type gebouwd zoals die vanaf 1927 op de lijnen op Zuid-Beveland reden.
Op het SGB-emplacement in Goes bevinden zich een oude goederenloods uit 1868 en een seinhuis, beide afkomstig uit Middelburg. Ook is de vroegere stationskap van Station Utrecht Centraal aanwezig. Deze zal later worden opgebouwd.
De tramlijn heeft de status van rijksmonument.

## Restauratie tractiegebouw Goes
Een lang gekoesterde wens van de SGB was het restaureren van het monumentale tractiegebouw in Goes, dat in steeds slechter wordende staat van onderhoud raakte. Na meerdere pogingen om een restauratiefonds te vullen is in juli 2010 één miljoen euro beschikbaar gesteld. In het najaar van 2010 is gestart met de restauratiewerkzaamheden. Deze werkzaamheden zijn in 2014 afgerond.

## Foto's

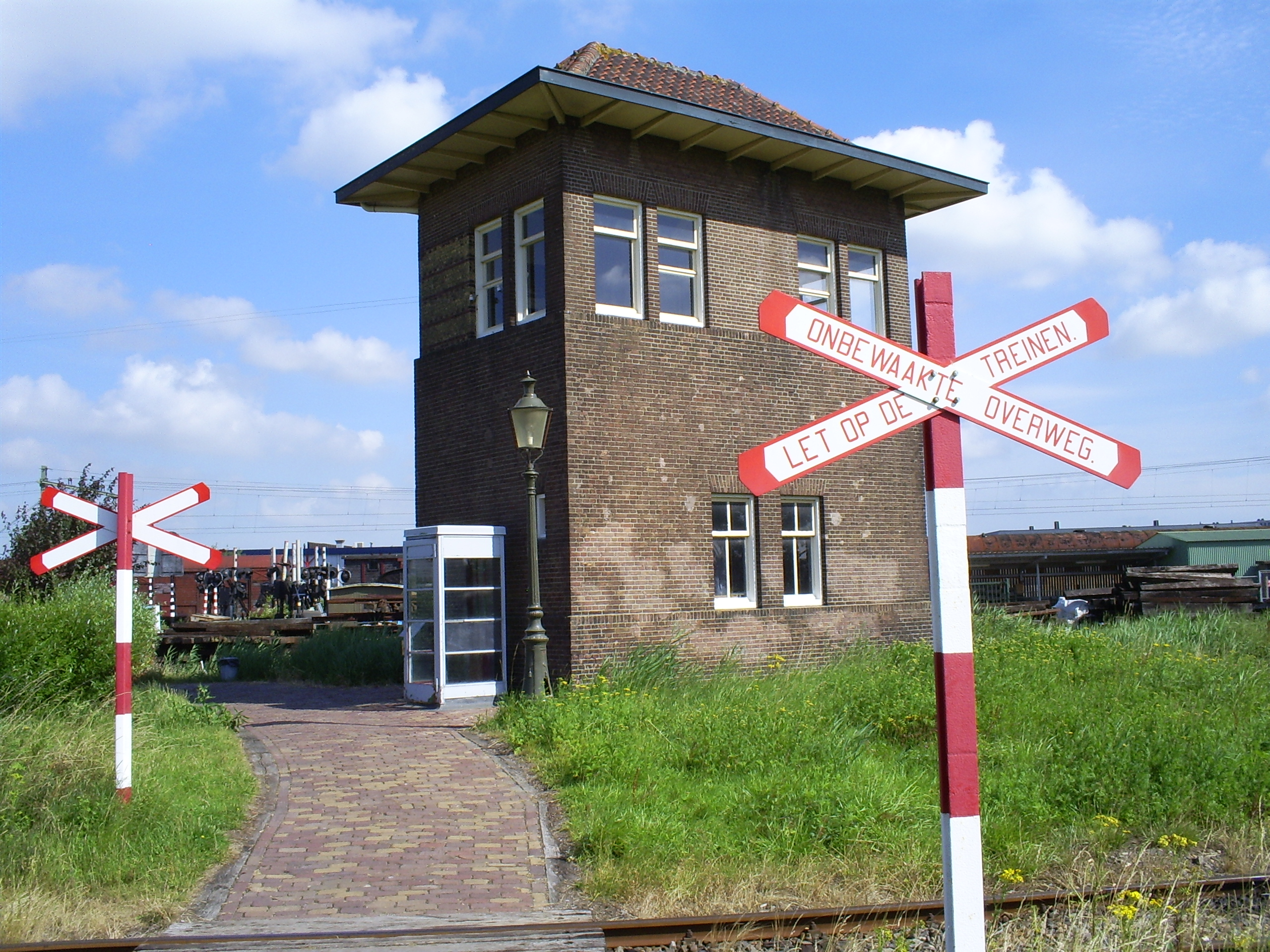
Seinhuis bij Station Goes.
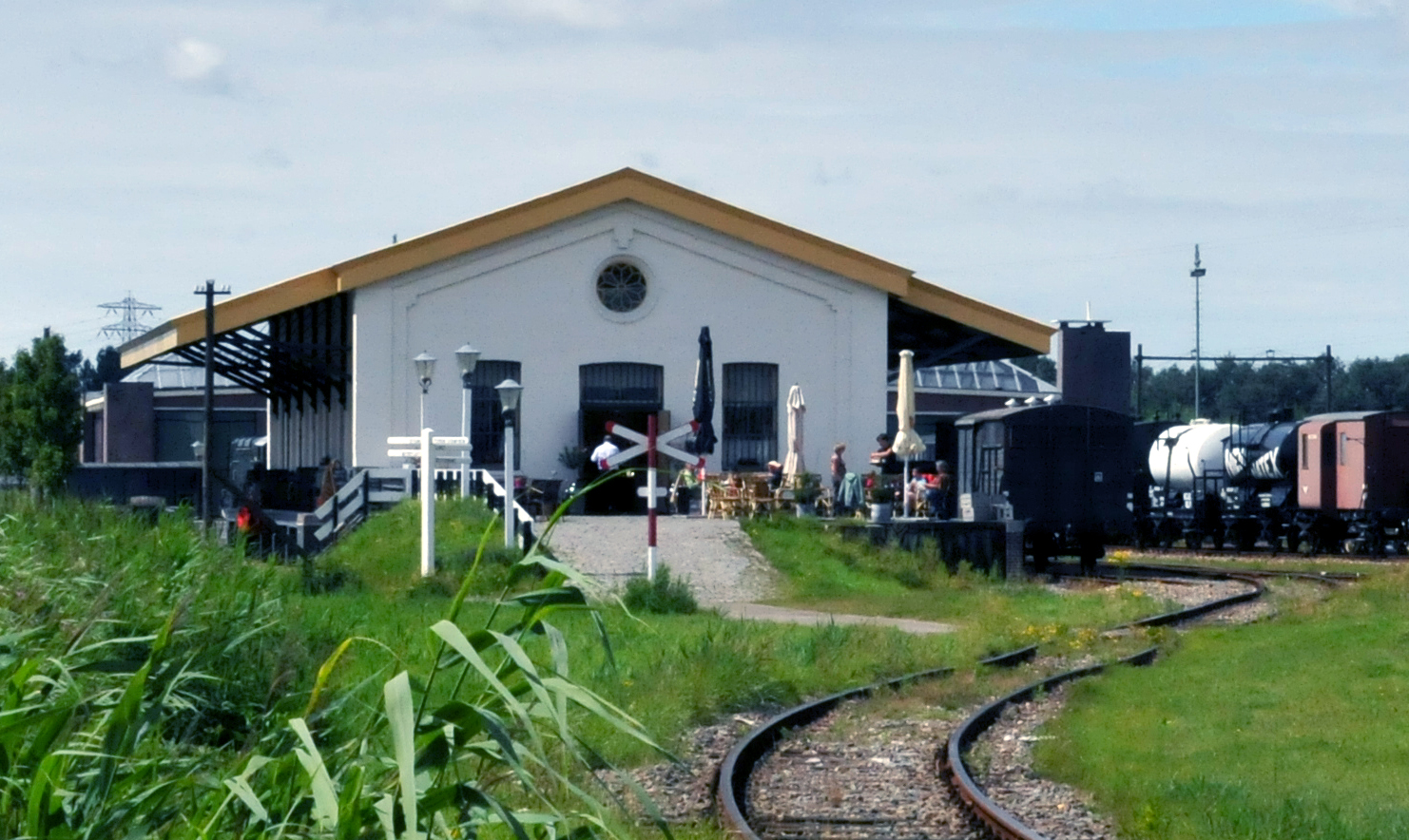
Station van de SGB te Goes.
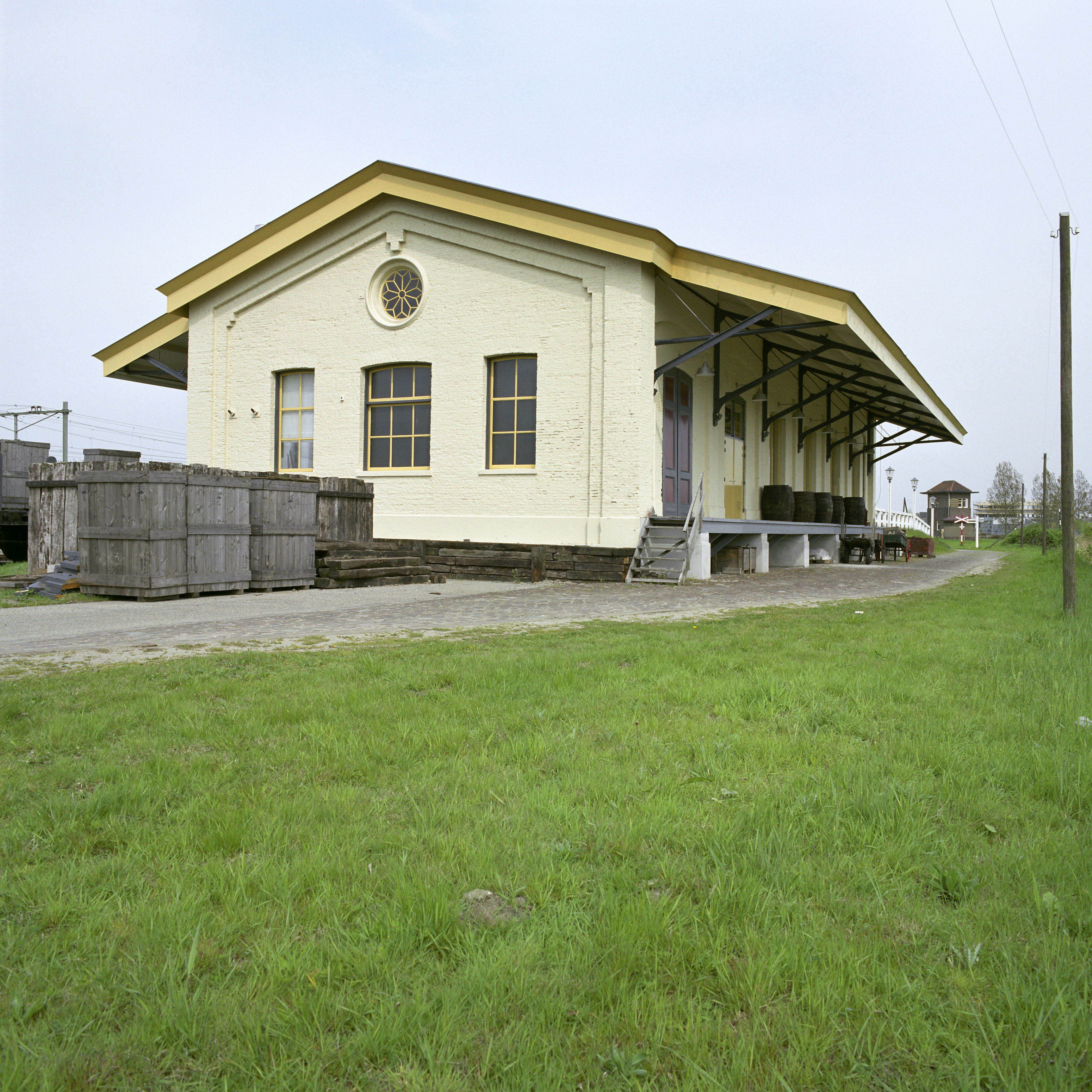
De goederenloods te Goes.
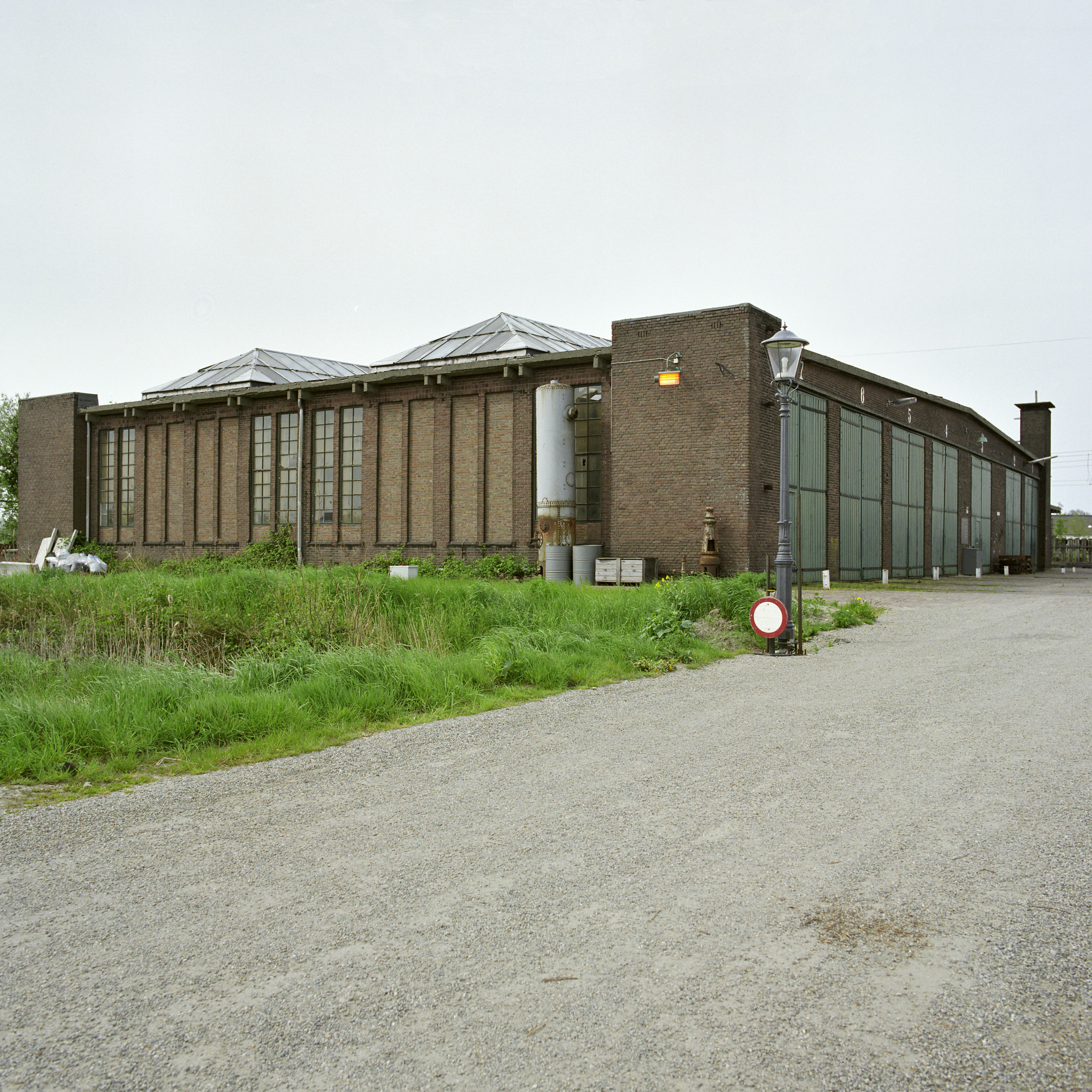
Overzicht van het tractiegebouw te Goes.
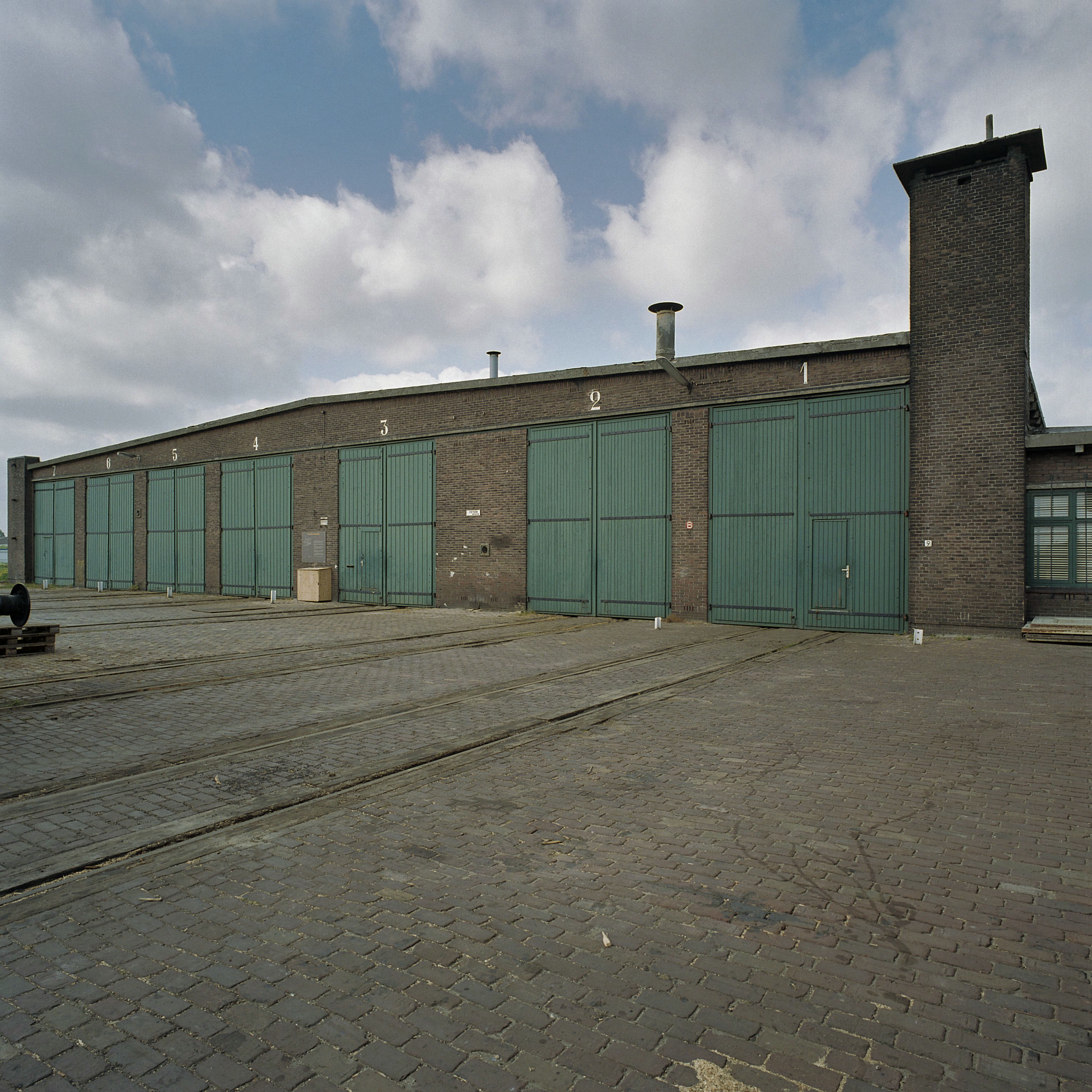
Voorzijde van het tractiegebouw te Goes.
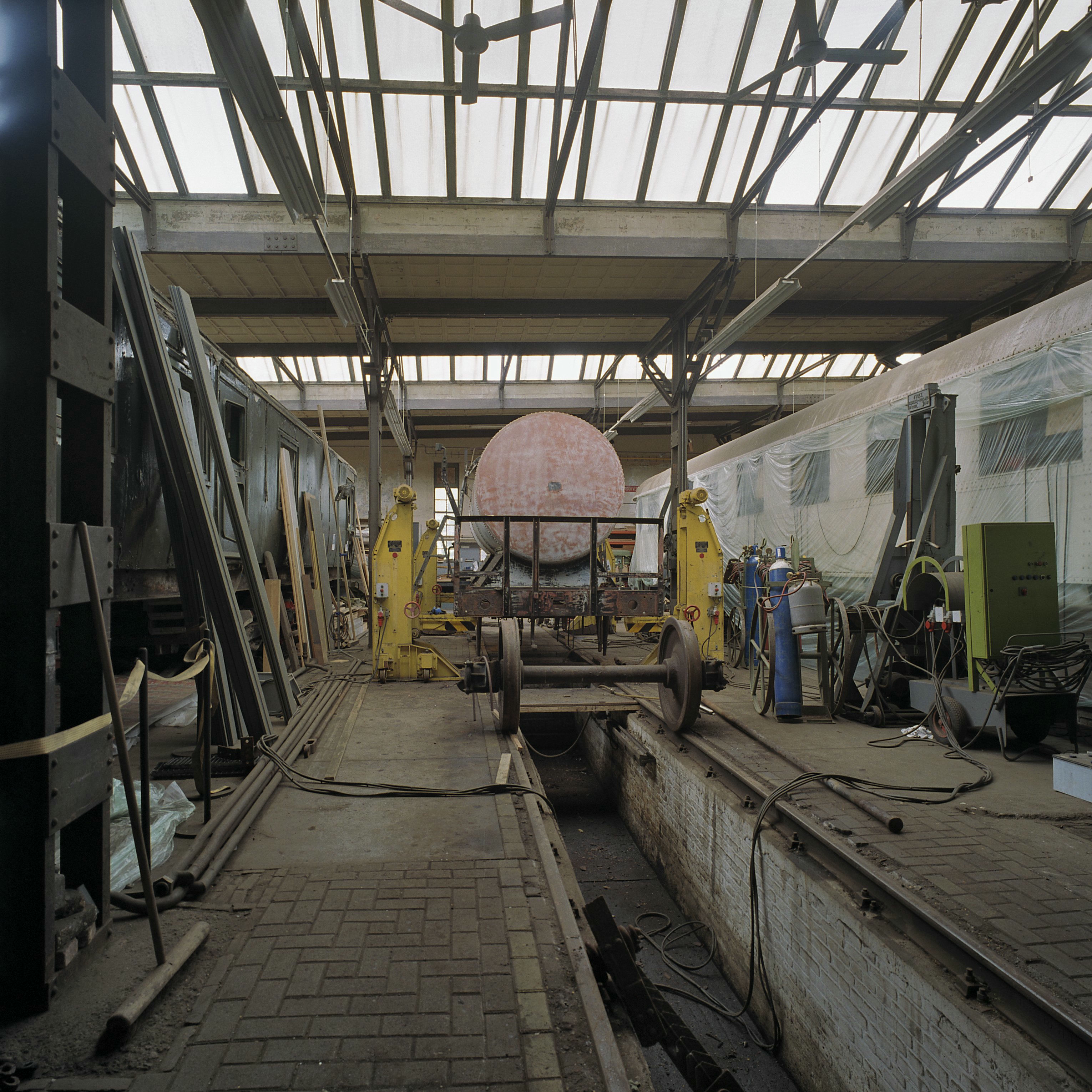
Interieur van het tractiegebouw te Goes.
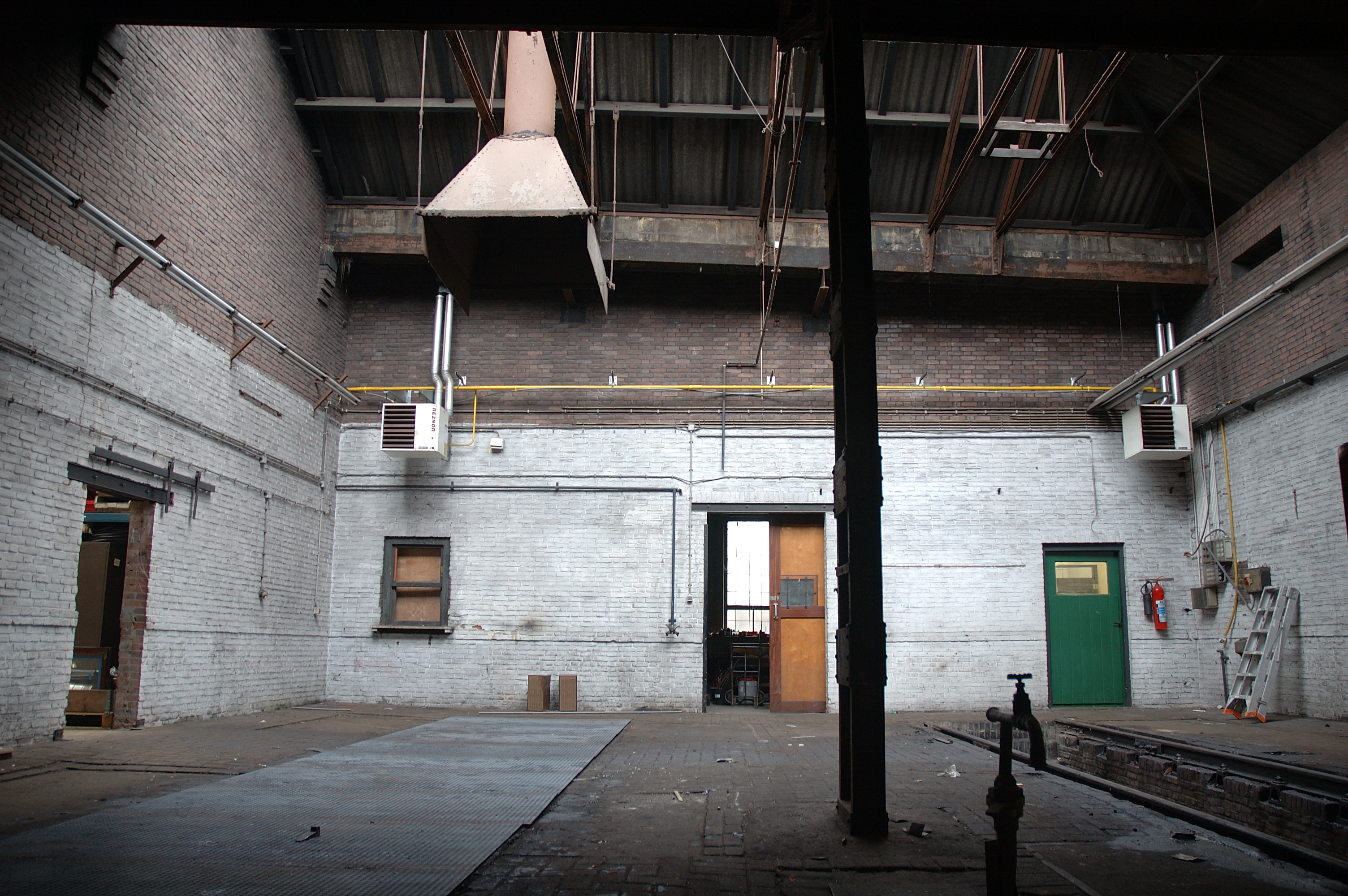
Interieur van het tractiegebouw.
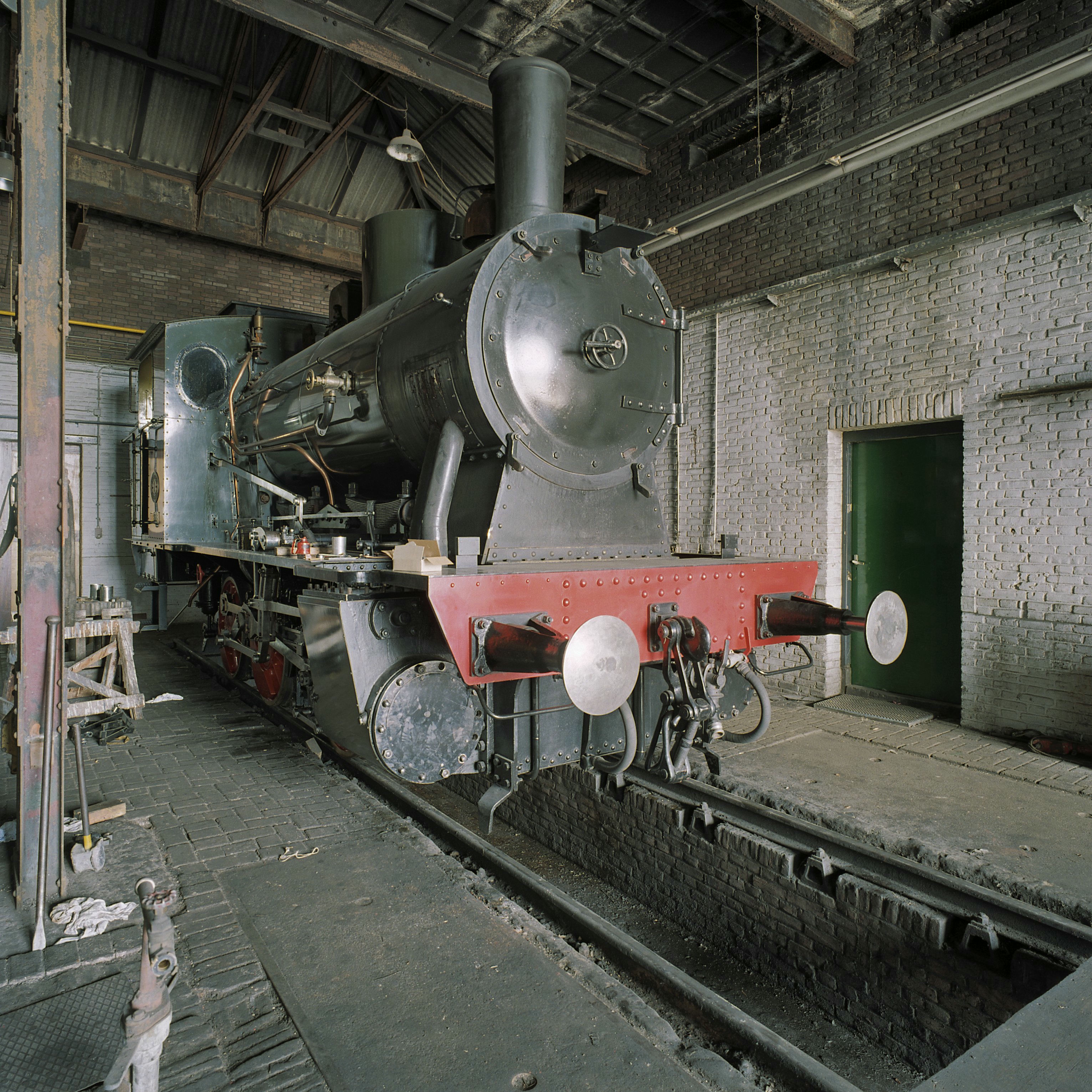
Interieur van het tractiegebouw te Goes met een stoomlocomotief.
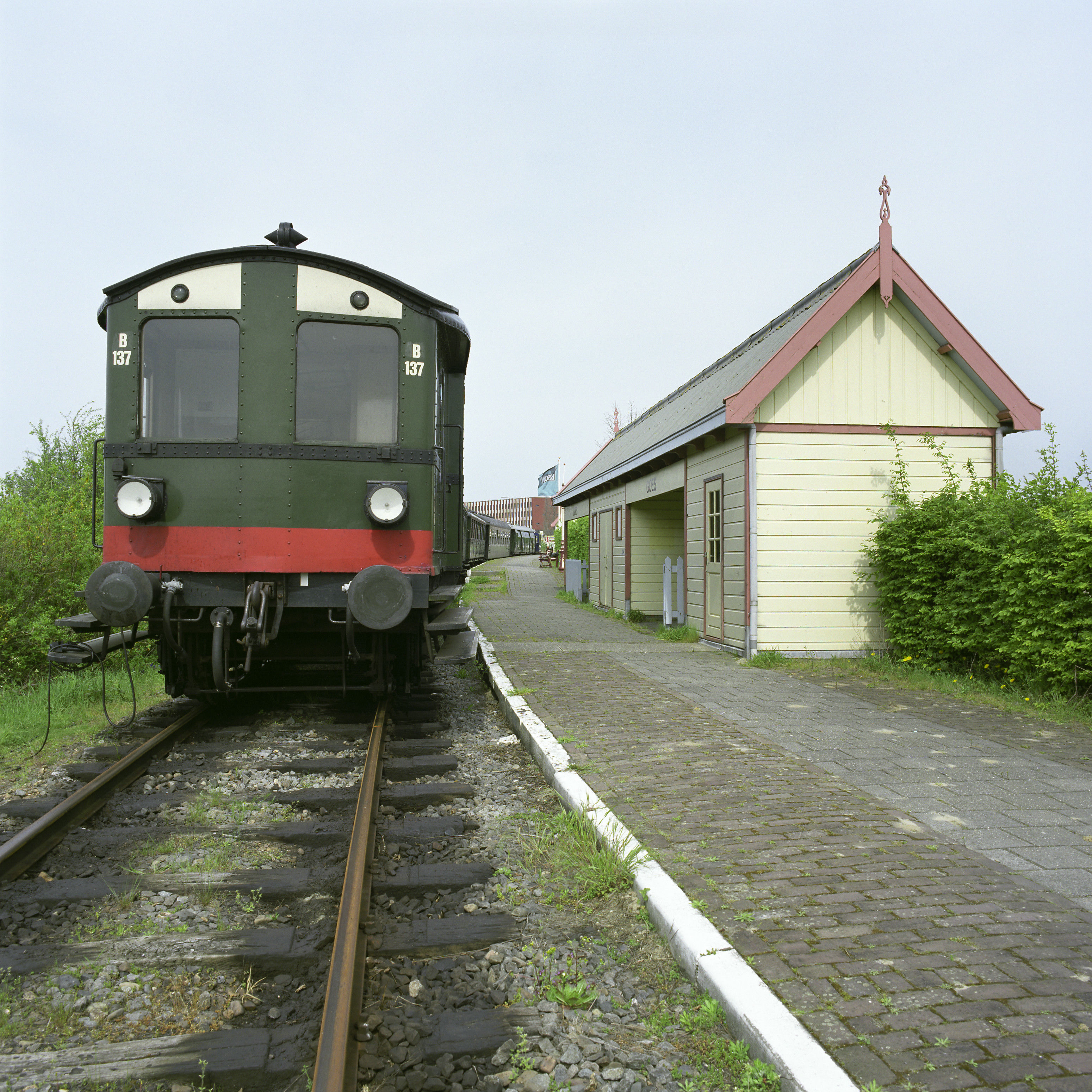
Blokkendoosrijtuig B 137 (NS mC 9015) te Goes.
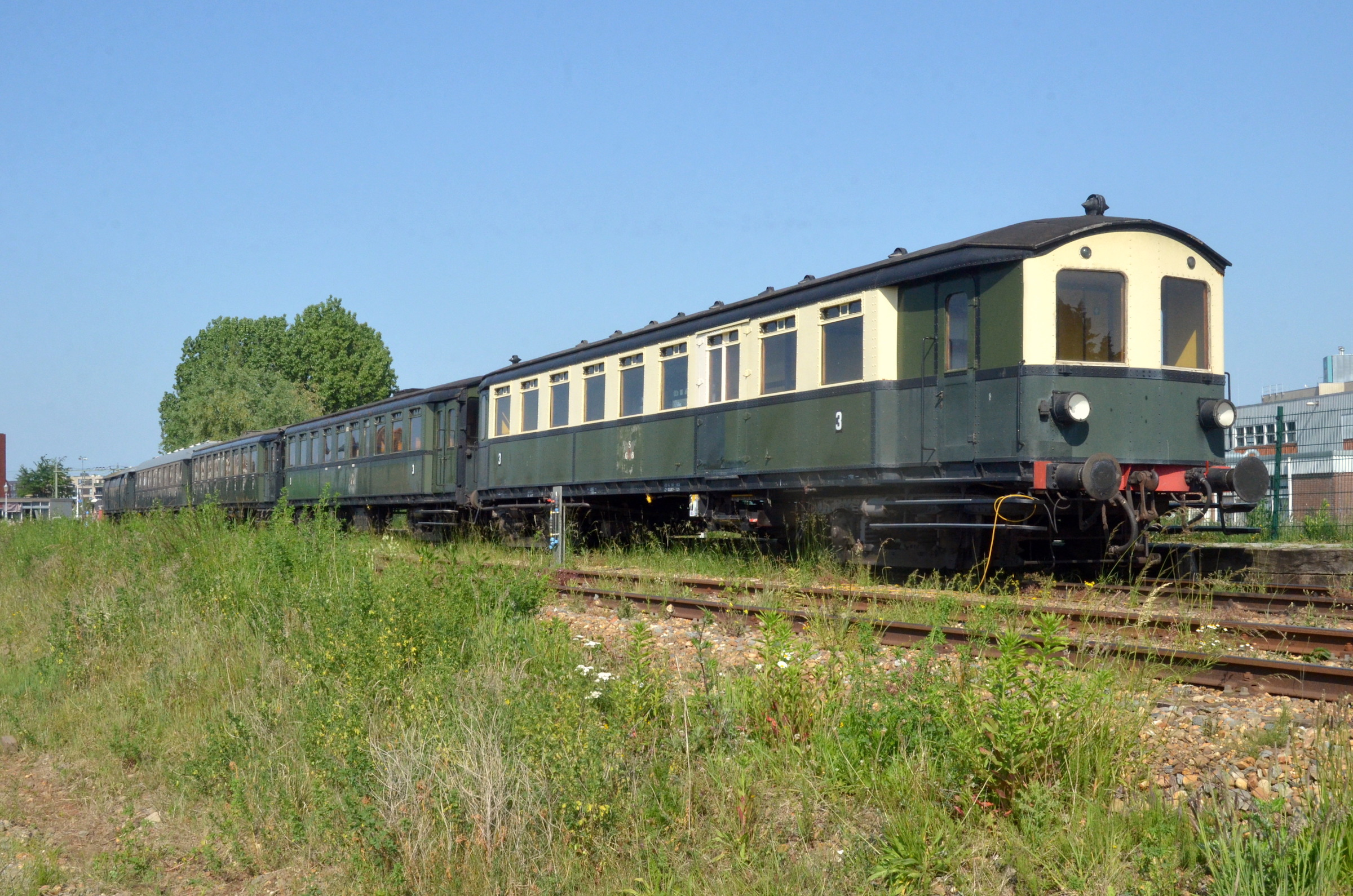
Rijtuigen, met mC 9015 voorop, te Goes.
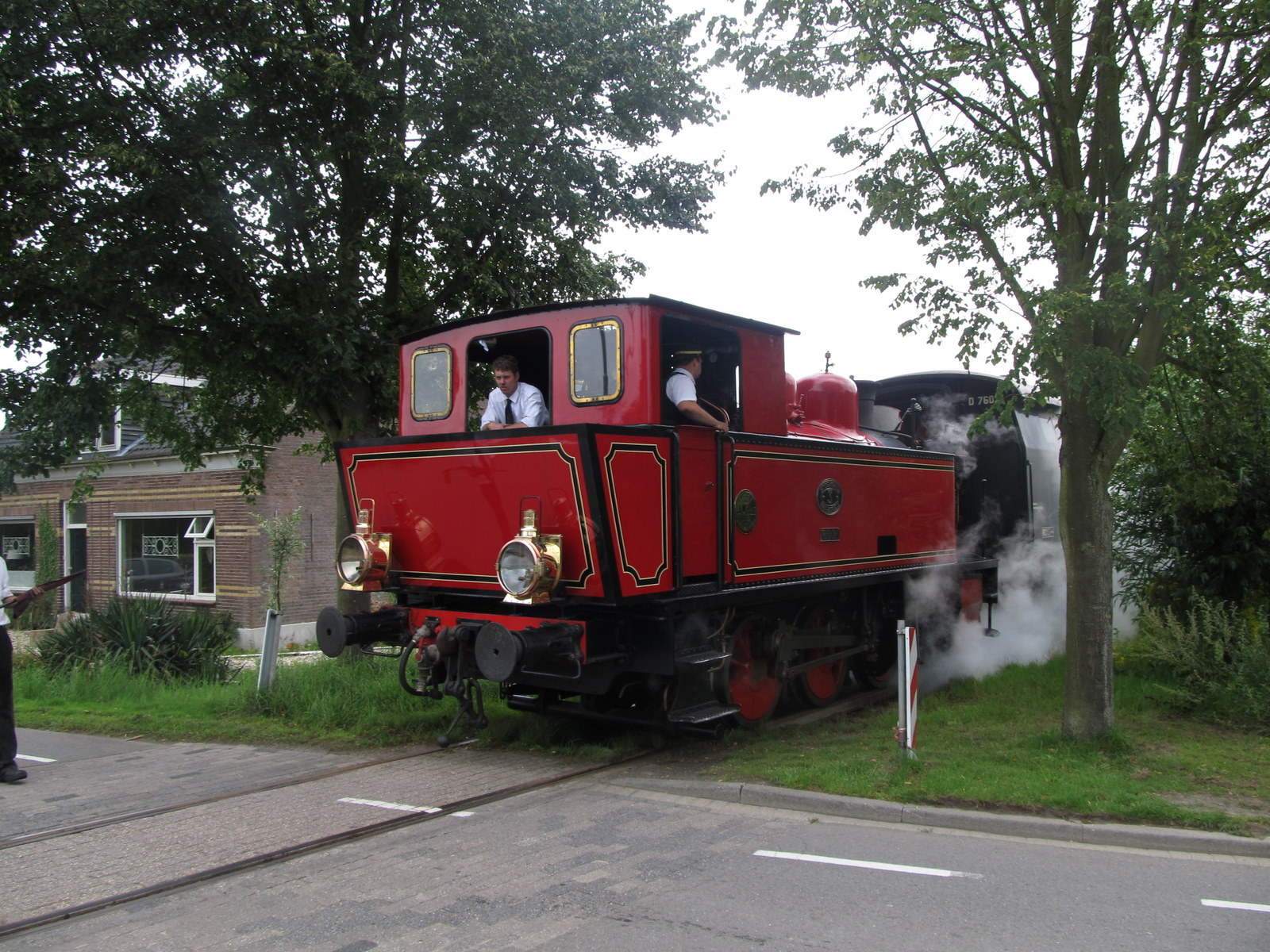
Stoomtrein met loc 3 ‘Bison’ tussen Goes en Hoedekenskerke te Kwadendamme.
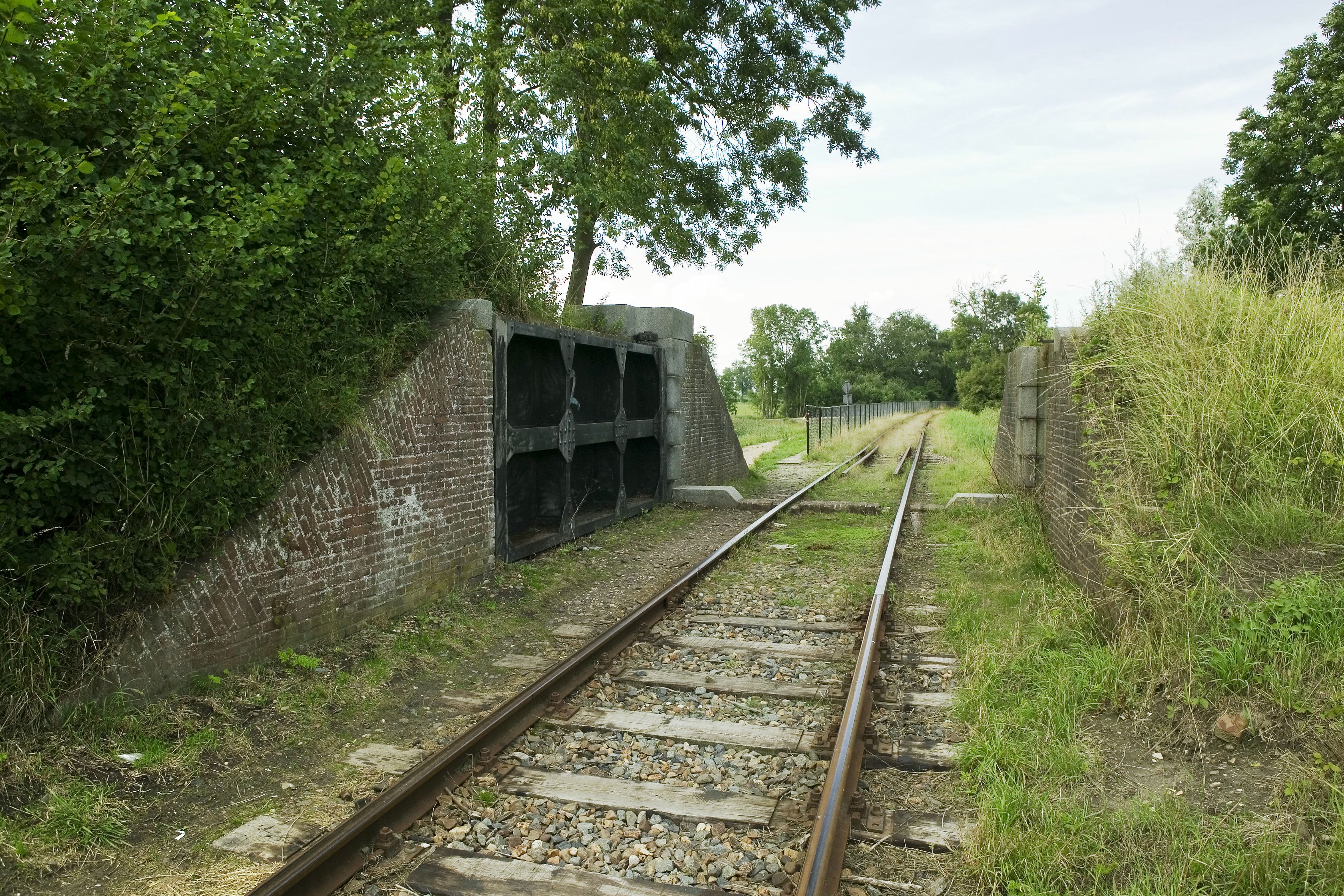
Dijkcoupure in de spoorbaan nabij station Kwadendamme.
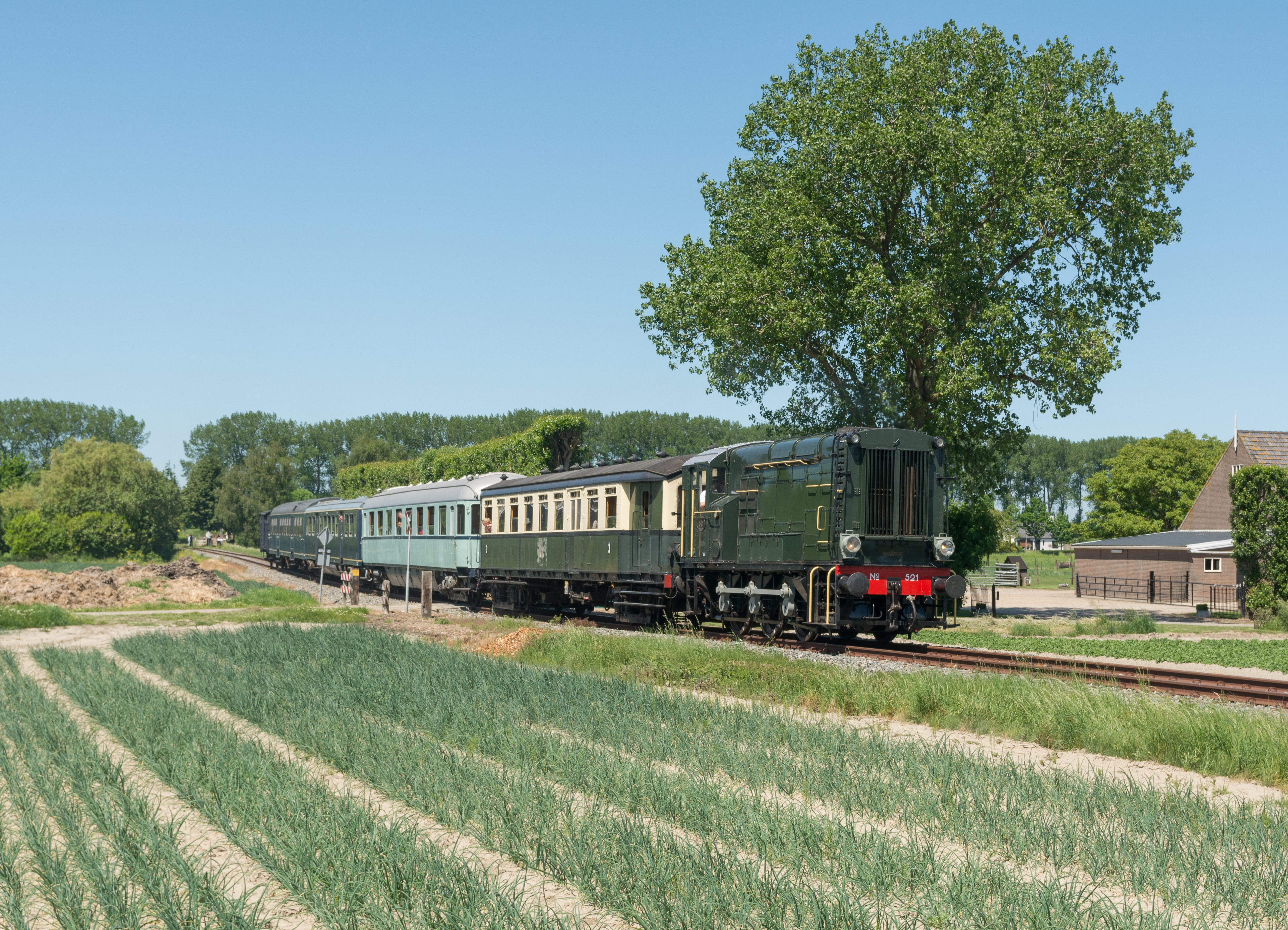
Stoomtrein Goes-Borsele tijdens het evenement 'Sporen naar het Verleden'. Hier reed ook dieselloc 521 bij Langeweeje met passagierstrein 55 naar Hoedekenskerke; 25 mei 2017.
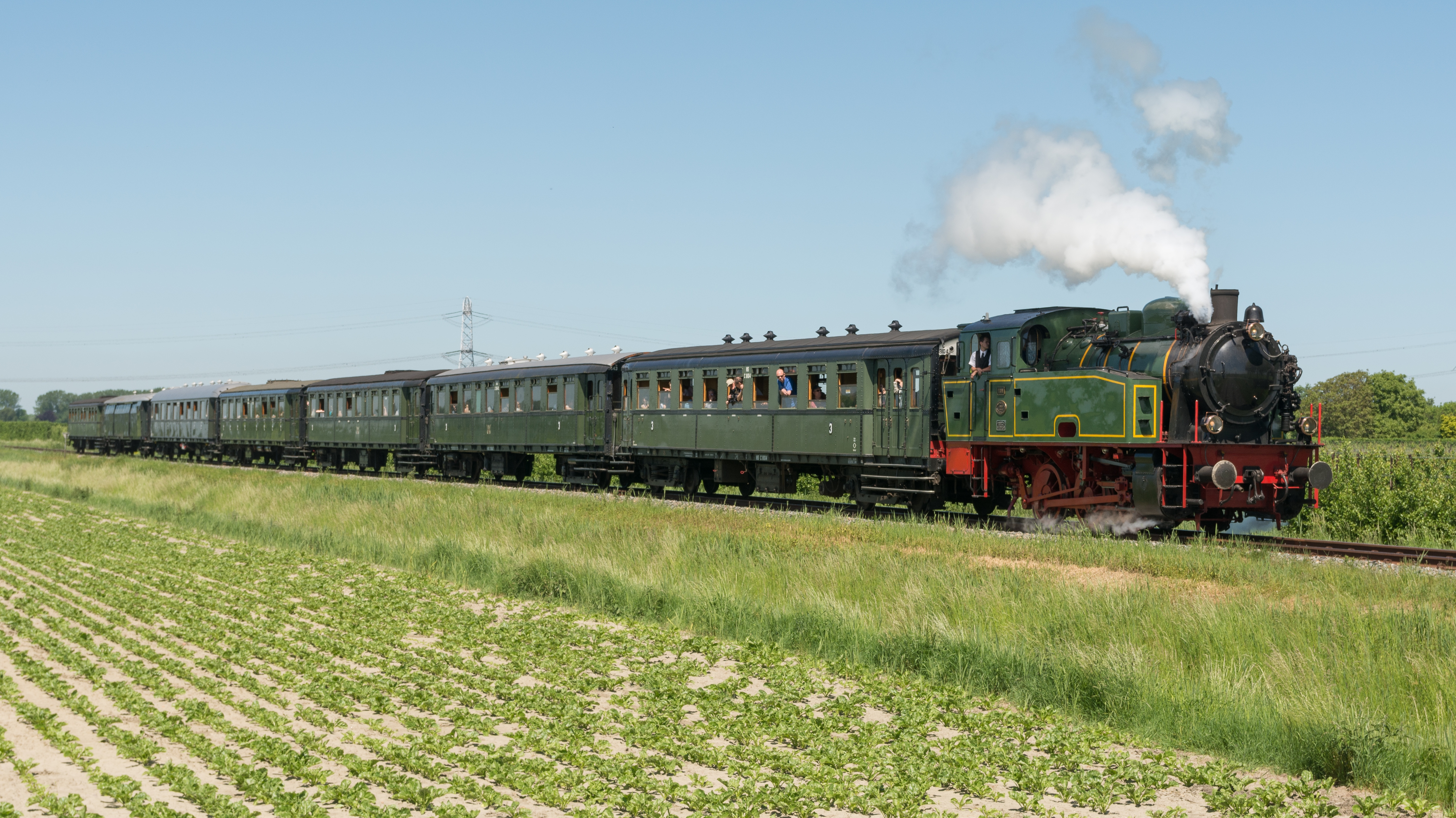
Stoomtrein Goes-Borsele op Hemelvaartsdag tijdens het evenement 'Sporen naar het Verleden'. Stoomloc 22 'Tom', met passagierstrein 53 naar Hoedekenskerke. De locomotief is te gast en in eigendom van Hoogovens Stoom IJmuiden; 25 mei 2017.
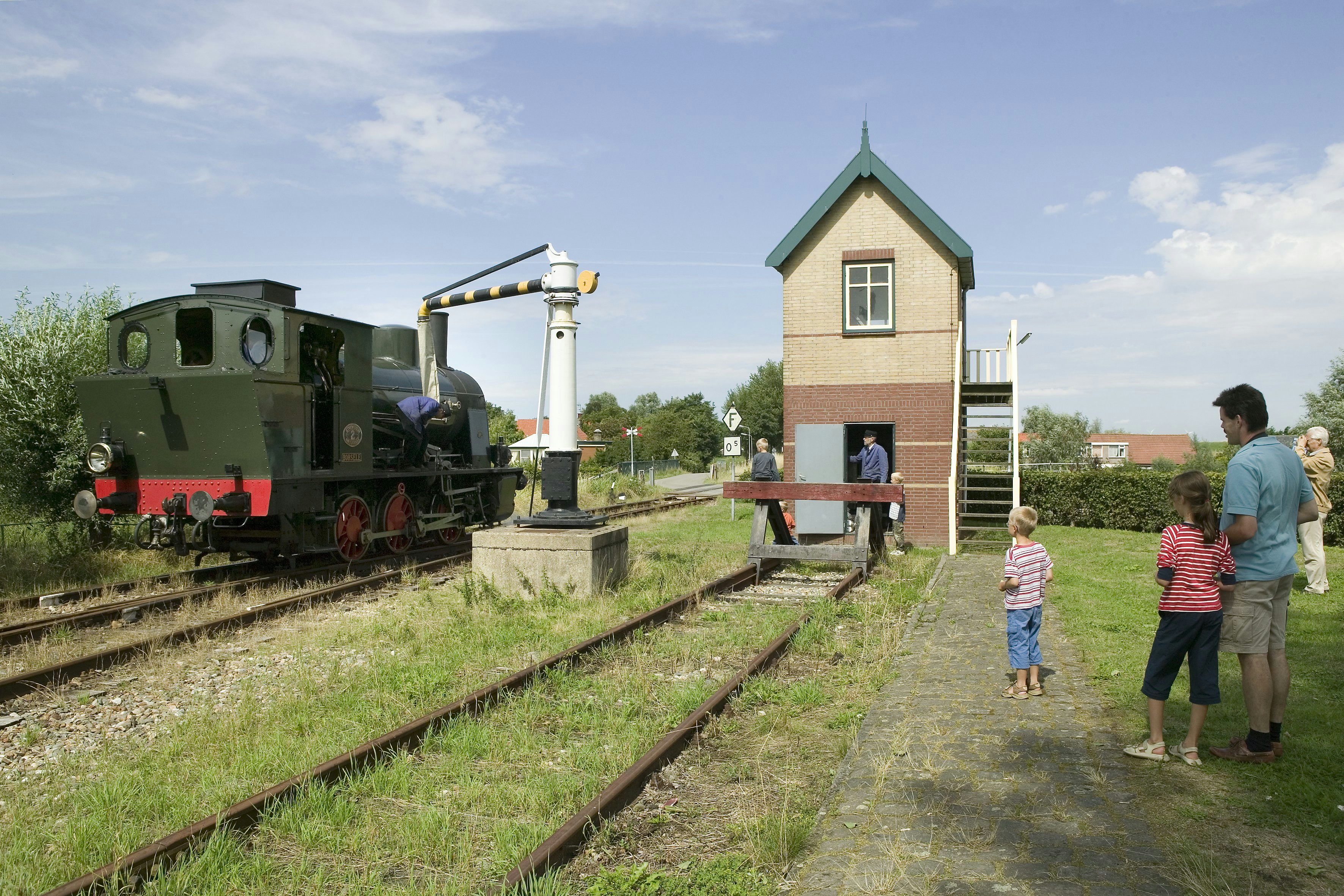
Waternemen van de stoomloc bij het station Hoedekenskerke.
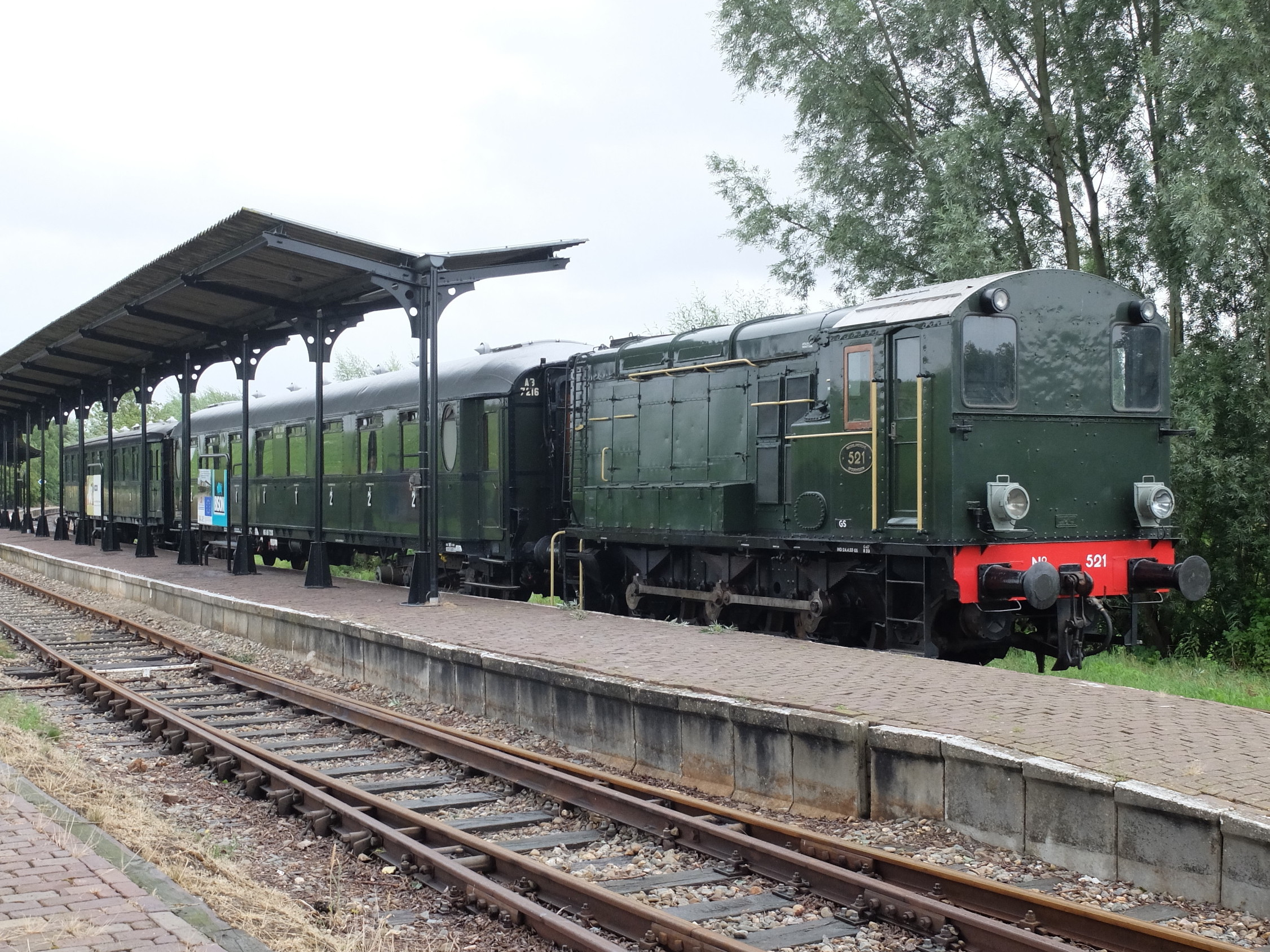
Dieselloc 521 met trein te Hoedekenskerke.
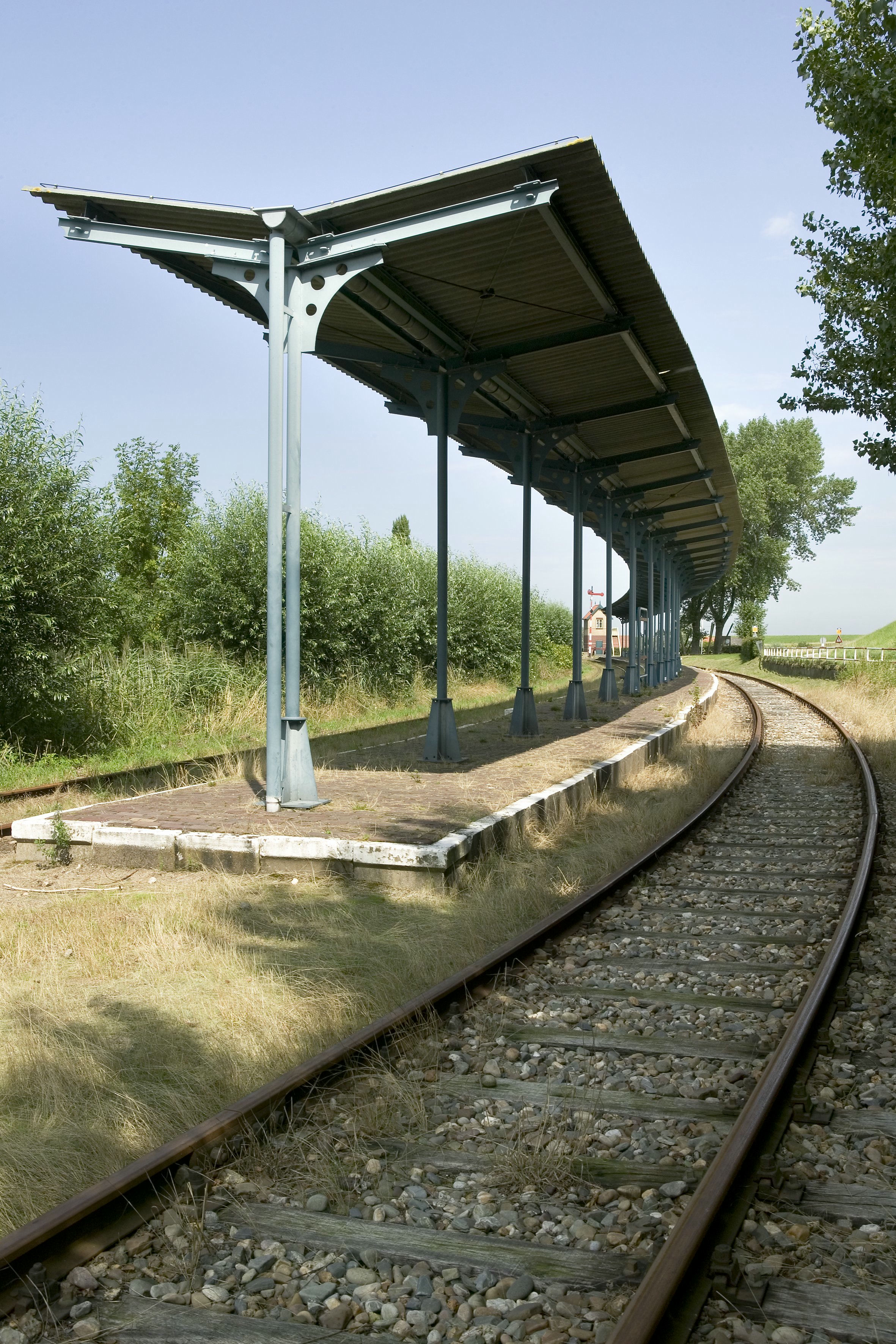
Perronkap te Hoedekenskerke.
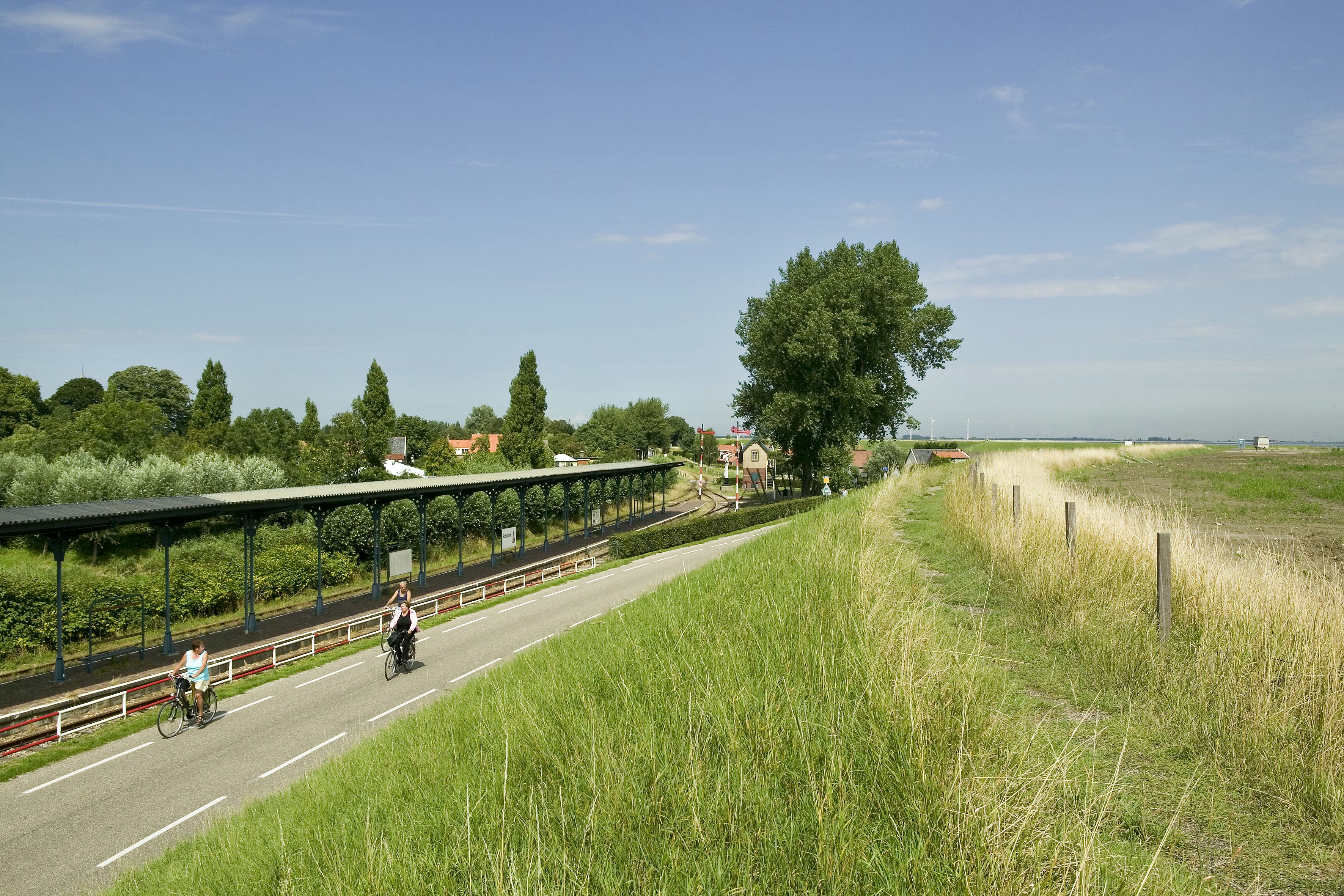
Uitzicht vanaf de Westerscheldedijk op Station Hoedekenskerke.
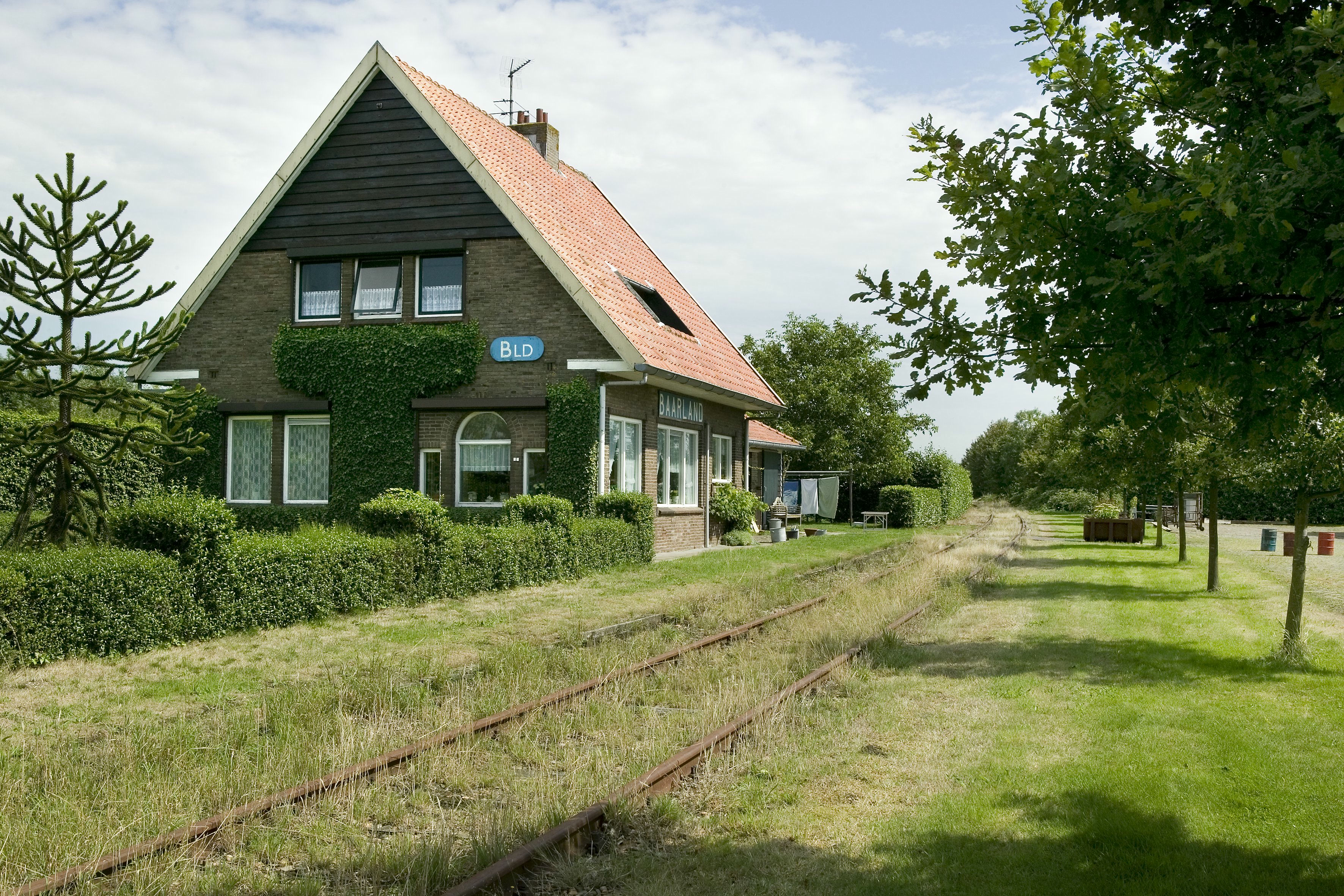
Station Baarland.

## Museummaterieel

### Tractievoertuigen
| Nummer (Naam)            | Tractie           | Bouwjaar (Fabriek)                           | Opmerkingen | Afbeelding       |
| ------------------------ | ----------------- | -------------------------------------------- | --- | ---------------- |
| Stoomlocomotieven        |                   |                                              | |                  |
| 1 Wittouck               | Stoom             | 1921 (Orenstein & Koppel 9511)               | Afkomstig van Centr. Suiker Mij Breda, Spoorweg Bouw Bedrijf, Havenbedrijf 'De Rietlanden' Amsterdam, Deutsche Erdöl Werke Altenburg.                                                                                                  | SGB 1 "Wittouck" |
| 2 Dina                   | Stoom             | 1921 (Henschel 18267)                        | Afkomstig van de Suikerfabriek Zevenbergen. Ging in 1973 naar de SGB. Deze locomotief is gesloopt in 1981 door een scheef frame en ketelproblemen, maar de schoorsteen staat op locomotief 1 Wittouck.                                 |                  |
| 2 Borsele                | Stoom             | 1924 (Krupp 745)                             | Afkomstig van Mijn Laura en Vereeniging. Voorheen met nummer 6. |                  |
| 3 Bison                  | Stoom             | 1928 (La Meuse 3292)                         | Afkomstig van de Oranje Nassaumijnen (ON 16). |                  |
| 5 Biselientje            | Stoom             | 1924 (La Meuse 3052)                         | Afkomstig van de Oranje Nassaumijnen (ON 14). Stond van 1970 tot 2002 bij Railbouw Leerdam. In 2015 naar Nederlands Mijnmuseum te Heerlen                                                                                              |                  |
| 4389 Ing. H.F. Enter     | Stoom             | 1943 (Davenport 2533)                        | Afkomstig van de Oranje Nassaumijnen (ON 26). Daarvoor van US Transportation Corps (USATC 4389). |                  |
| 158 Elna                 | Stoom             | 1940 (Henschel)                              | Engere Lokomotive Normenausschuss. In dienst gekomen bij Teutoburger Wald-Eisenbahn. In 1983 naar CFV3V. |                  |
| Diesellocomotieven       |                   |                                              | |                  |
| 22 Bever                 | Dieselmechanisch  | 1949 (General Electric 29896)                | Afkomstig van de Koninklijke Hoogovens. |                  |
| NS 103                   | Benzinemechanisch | 1929 (Schwartzkopff 9374                     | Geschonken door de Verenigde Buizenfabrieken, voorheen Staalwerken De Maas, Maastricht. Later naar Het Spoorwegmuseum. |                  |
| NS 122                   | Benzinemechanisch | 1931 (Werkspoor 615)                         | Afkomstig van Suikerfabriek Vlaanderen te Moerbeke. Teruggerestaureerd naar toestand van 1935. | NS 122           |
| NS 210                   | Dieselelektrisch  | 1934 (Werkspoor 658)                         | Voorzien van replica-houtgasgenerator. | NS 210           |
| NS 262                   | Dieselelektrisch  | 1936 (Werkspoor 715)                         | | NS 262 en NS 274 |
| NS 264                   | Dieselelektrisch  | 1936 (Werkspoor 717)                         | | NS 264           |
| NS 361                   | Dieselelektrisch  | 1950 (Werkspoor 898)                         | Kraansik; in 2019 naar de Museumstoomtram Hoorn-Medemblik | NS 361           |
| NS 521                   | Dieselelektrisch  | 1953 (English Electric 2008)                 | | NS 521           |
| NS 2000                  | Dieselelektrisch  | 1943 (Whitcomb)                              | Loc USATC 7989 uit Amerika van het US Army Transportation Corps. | NS 620           |
| NS 2424                  | Dieselelektrisch  | 1954 (Alsthom)                               | ex-SNCF 62424 |                  |
| Dieselmotorrijtuigen     |                   |                                              | |                  |
| mB 51                    | Dieselmechanisch  | 1925 (Deutsche Werke, Kiel)                  | In 1925 gebouwd voor Deutsche Reichsbahn met bouwnummer 66 en nummer VT 85 901. Later naar de Niederweserbahn als T157. Daarna naar de Verkehrsbetriebe Grafschaft Hoya als T3. In 1974 naar de SGB. Gesloopt rond 1981 na een ongeval |                  |
| NS omC 909               | Dieselmechanisch  | 2018 (SGB)                                   | Door de SGB gebouwde replica op basis van de ex-DB Railbus VT 798 680; bouwjaar 1960 (Uerdingen 66575) |                  |
| NS omC 910               | Dieselmechanisch  | 2022 (SGB)                                   | Door de SGB gebouwde replica op basis van de ex-DB Railbus; is in eerste instantie uitsluitend als stuurstandrijtuig ingericht en kan dus alleen in combinatie met omC 909 rijden.                                                     |                  |
| Ccs 809                  | Stuurstandrijtuig | 1960 (Uerdingen 145090)                      | ex-DB VS 996 770 |                  |
| Railbus VT 996 783       | Dieselmechanisch  | 1960 (Uerdingen)                             | ex-DB VT 996 783 |                  |
| Rijdende stoomspoorkraan |                   |                                              | |                  |
| 39 Schelde               | Stoom             | 1946 (Koninklijke Maatschappij 'De Schelde') | In april 2015 overgenomen van de Museumstoomtram Hoorn-Medemblik; (diesel)oliegestookt. |                  |
| Elektrische locomotieven |                   |                                              | |                  |
| NS 1136                  | Elektrisch        | 1951 (GEC Alsthom)                           | |                  |
| NS 1145                  | Elektrisch        | 1952 (GEC Alsthom)                           | In 2014 verkocht; zou Berlijns blauw geschilderd worden en geplaatst worden bij de voormalige Hoofdwerkplaats Tilburg. In 2022 nog te Goes aanwezig,                                                                                   |                  |
| NS 1218                  | Elektrisch        | 1952                                         | |                  |
| Elektrische tram         |                   |                                              | |                  |
| GVB 343                  | Elektrisch (tram) | 1918 (Werkspoor)                             | Gesloopt in 2012 |                  |

### Rijtuigen en wagens
| Nummer                    | Maatschappijnummer en naam | Bouwjaar (fabriek)                        | Opmerkingen | Afbeelding |
| ------------------------- | -------------------------- | ----------------------------------------- | --- | ---------- |
| Rijtuigen                 |                            |                                           | |            |
| B101, later B121          | "NMBS 53123"'              | 1907 (?)                                  | Voormalig drieassig Pruisisch rijtuig, na Eerste Wereldoorlog afgestaan aan de NMBS. In 1972 naar de SGB. In 1978 naar CFV3V.                                         |            |
| B102, later B122          | "NMBS 53415"'              | 1907 (Krull & Co)                         | Voormalig drieassig Pruisisch rijtuig, na Eerste Wereldoorlog afgestaan aan de NMBS. In 1972 naar de SGB. In 1978 naar CFV3V.                                         |            |
| B103, later B123          | "NMBS 53688"'              | 1907 (?)                                  | Voormalig drieassig Pruisisch rijtuig, na Eerste Wereldoorlog afgestaan aan de NMBS. In 1972 naar de SGB. In 1978 naar CFV3V.                                         |            |
| AD111                     | "NMBS AD 91011"'           | 1907 (Seneffe)                            | GCI rijtuig, gebouwd voor de NMBS. In 1972 naar de SGB. In 1983 naar CFV3V.                                                                                           |            |
| B112                      | "NMBS 96536"'              | (Ragheno)                                 | GCI rijtuig, gebouwd voor de NMBS. In 1973 naar de SGB. In 1985 buiten dienst. In 1991 bij een brandweeroefening gesloopt.                                            |            |
| B113                      | "NMBS 96812"'              | 1910 (Nijvel)                             | GCI rijtuig, gebouwd voor de NMBS. In 1973 naar de SGB. In 1985 buiten dienst. In 1991 bij een brandweeroefening gesloopt. Onderstel naar Museum Buurtspoorweg (MBS). |            |
| RB114                     | "NMBS 96865"'              | (Energie)                                 | Van oorsprong type GCI. Restauratierijtuig. Gebouwd voor de NMBS. In 1973 naar de SGB. Verder lot onbekend.                                                           |            |
| B115                      | "NMBS 95568"'              | (Energie)                                 | GCI rijtuig, gebouwd voor de NMBS. In 1973 naar de SGB. In 1983 naar CFV3V.                                                                                           |            |
| A162                      | "NMBS K1"                  | 1934 (La Brugeoise)                       | Ex-NMBS AB 20087, A 22047, A 21114, UIC 50 88 19 48 014-X. Thans statisch object in Tilburg.                                                                          |            |
| A131                      | "NS A6002"'                | 1939 (Werkspoor)                          | Voormalig rijtuig A6002/AB7402. In 1973 naar de SGB. Verder lot onbekend.                                                                                             |            |
| B 7507                    | NS Mat '24                 | 1923 (Beijnes)                            | Ex-NS Bd 7507, NS Bec 8509, NS Cec 8597, Cec 8590, Cec 8190, B 5208, B 5358.                                                                                          |            |
| Aec 8508                  | NS Mat '24                 | 1927 (Beijnes)                            | Ex-NS Ae4c3 8508, verbouwd tot montagewagen bij NS in 1957 met nummer 165 080 en later UIC 80 84 974 1618. Ging later naar de VSM.                                    |            |
| B133 (Cec 8524)           | NS Mat '24                 | 1927 (Görlitz)                            | Ex-NS Cec 8524, Cec 8137, B 5231. |            |
| Cec 8533                  | NS Mat '24                 | 1928 (Beijnes)                            | Ex-NS Cec 8533, Cec 8145, B 5239. |            |
| Cec 8543                  | NS Mat '24                 | 1931 (Werkspoor)                          | Ex-Cec 8543, Cec 8151, B 5704. Van 1970 tot 1990 onderdeel van de Hoogovens Excursietrein als 76102. Daarna naar de SGB.                                              |            |
| mC 9015                   | NS Mat '24                 | 1925 (Beijnes)                            | Ex-NS mC 9015, mC 9465, NS 167 005, NS 30 84 971 1 010-x. |            |
| mCd 9415                  | NS Mat '24                 | 1928 (Werkspoor)                          | mCd 9415, B 5845, NS 30 84 984 0 701-x Was eerder een kantoor bij overslagbedrijf Trailstar in Rotterdam. Later als statisch object in Tilburg.                       |            |
| C 6081                    | 'NS C 6026-6080'           | ...                                       | Afkomstig uit Oost-Duitsland, vergelijkbaar met NS-rijtuigen C 6026-6080                                                                                              |            |
| C 6478                    | NS C 6478                  | 1933 (Beijnes)                            | Afkomstig van kinderspeelplaats bij Transwijk in Utrecht |            |
| C 7032                    | NS C 7032                  | 1904 (Beijnes)                            | Afkomstig van noodwoning in Utrecht en in Voorthuizen |            |
| A 138 / AB 7216           | NS AB 7216                 | 1928 (Westwaggon)                         | Ex-NS ABd 7216, A 7216, B 7196, B 6196, NS 30 84 984 0 503-x. |            |
| ABd 7516                  | NS ABd 7516                | 1920 (Van der Zypen & Charlier)           | Ex-SS ABd 116, NS ABd 7516, NS Cd 7056 |            |
| A130                      | NS Plan D                  | 1950 (Werkspoor)                          | Ex-NS AB 7709, later A 7709, UIC 51 84 18-40 111-4 of 52 84 18-40 011-4.. Deed kort dienst rond 1984. Ging daarna naar SSN; later naar Het Spoorwegmuseum.            |            |
| B139                      | NS Plan K                  | 1957 (Beijnes)                            | Ex AB 7378. Later UIC 51 84 38-40 184-7 en 50 84 38-37 084-5. Ging later naar VSM.                                                                                    |            |
| P 6028                    | NS D 6028                  | 1914 (Werkspoor)                          | Ex-HSM 476, NS P 6028 |            |
| D 6015                    | NS D 6015                  | 1914 (HAWA)                               | Ex-HSM D 1916 |            |
| D 6044                    | NS D 6044                  | 1920 (Werkspoor)                          | Ex-HSM D 1945 |            |
| 157 101                   | NS Stalen D                | 1932 (Allan)                              | Ex-NS D 6061, NS D 6703, NS D 6303, NS 157 101, NS 30 84 975 1 501-x, NS 80 84 975 1 501-x. Nu uitvalsbasis van de afdeling Weg & Werken van de SGB.                  |            |
| D 6074                    | NS Stalen D                | 1932 (Beijnes)                            | |            |
| D 7603                    | NS Stalen D                | 1933 (Werkspoor)                          | |            |
| D 7672                    | NS D 7672                  | 1920 (Gastell)                            | Ex-SS D 526 |            |
| 2757                      | CIWL 2757                  | 1926 (Officine Meccaniche Italiane)       | Restauratierijtuig |            |
| 20270                     | Mitropa 20270              | 1907                                      | Slaaprijtuig. Ex-DR 99-28 400, ex-DR 823-412 |            |
| Goederenwagens (selectie) |                            |                                           | |            |
| Dg 2666                   | NS Dg 2666                 | 1958 (Noord-Nederlandsche Machinefabriek) | Goederentrein-bagagewagen |            |
| Dg 2686                   | NS Dg 2686                 | 1958 (Noord-Nederlandsche Machinefabriek) | Goederentrein-bagagewagen |            |
| 201                       |                            |                                           | Gesloten wagen afkomstig van NS. |            |
| 221                       |                            |                                           | Platte wagen van mijn mijn Julia, daarvoor Lübeck-Büchener Eisenbahn.                                                                                                 |            |
| 222                       |                            |                                           | Platte wagen van mijn mijn Julia. |            |
| 231                       |                            | (Zaodrzanskie Zaklady BMIW)               | Ketelwagen afkomstig van Esso. |            |
| 232                       |                            | 1920                                      | Ketelwagen afkomstig van Esso. |            |
|                           | NS 510130                  | 1919 (Wismar, Duitsland)                  | Ketelwagen, oorspronkelijk gebouwd voor de HSM, in 2011 gerestaureerd en beschilderd in de kleuren van de Nieuwe Matex, in gebruik als wateropslag.                   |            |
| 251                       |                            |                                           | Zelflosser, afkomstig van de SNCF |            |
| 252                       |                            |                                           | Zelflosser, afkomstig van de SNCF |            |
| 253                       |                            |                                           | Zelflosser, afkomstig van de SNCF |            |
| 254                       |                            |                                           | Zelflosser, afkomstig van de SNCF |            |

## Rijksmonumenten
| Object | Oorspronkelijke functie? | Bouwjaar | Architect | Locatie                     | Coördinaten?                  | Nr.?   | Afbeelding  |
| --- | ------------------------ | -------- | --------- | --------------------------- | ----------------------------- | ------ | ----------- |
| Complex van het oostelijk gedeelte van de ringlijn van de voormalige Spoorwegmaatschappij "Zuid-Beveland" | Transport                | 1927     |           | Stationsstraat 8, Oudelande | 51° 24' 46" NB, 3° 51' 21" OL | 509148 | Upload foto |

Het complex met monumentennummer 509148 heeft de volgende onderdelen: 
| Object | Oorspronkelijke functie? | Bouwjaar  | Architect | Locatie                             | Coördinaten?                  | Nr.?   | Afbeelding |
| --- | ------------------------ | --------- | --------- | ----------------------------------- | ----------------------------- | ------ | --- |
| Remise | Opslag                   | 1924-1925 |           | Stephensonweg 9, Goes               | 51° 29' 52" NB, 3° 52' 44" OL | 507888 | Remise |
| Station Oudelande | Transport                | 1927      |           | Stationsstraat 8, Oudelande         | 51° 24' 46" NB, 3° 51' 21" OL | 509149 | Station Oudelande |
| Kleine goederenloods naast station Oudelande | Opslag                   | 1927      |           | Stationsstraat bij 8, Oudelande     | 51° 24' 46" NB, 3° 51' 21" OL | 509150 | Kleine goederenloodsnaast station Oudelande |
| Halte Baarland: tramstation | Transport                | 1927      |           | Industrieweg 1, Baarland            | 51° 24' 54" NB, 3° 53' 1" OL  | 509151 | Halte Baarland: tramstation |
| Kleine goederenloods naast station Baarland | Opslag                   | 1927      |           | Industrieweg bij 1, Baarland        | 51° 24' 54" NB, 3° 53' 1" OL  | 509152 | Kleine goederenloodsnaast station Baarland |
| Station Kwadendamme in Interbellum-architectuur gebouwd | Transport                | 1927      |           | Langeweegje 43, Kwadendamme         | 51° 26' 26" NB, 3° 53' 21" OL | 509153 | Station Kwadendammein Interbellum-architectuur gebouwd |
| Kleine goederenloods naast station Kwadendamme onder invloed van streek-eigen bouwtrant                                                                       | Opslag                   | 1927      |           | Langeweegje bij 43, Kwadendamme     | 51° 26' 26" NB, 3° 53' 21" OL | 509154 | Kleine goederenloodsnaast station Kwadendamme onder invloed van streek-eigen bouwtrant                                                                        |
| Weegbrug en weeghuisje bij station Kwadendamme | Handel en kantoor        | 1927      |           | Langeweegje bij 43, Kwadendamme     | 51° 26' 26" NB, 3° 53' 23" OL | 509155 | Weegbrug en weeghuisjebij station Kwadendamme |
| Coupure in de Zwaaksedijk, gemaakt ten behoeve van de aanleg van de spoorbaan van de tramlijn                                                                 | Waterkering en -doorlaat | 1927      |           | Langeweegje bij 43 Kwadendamme      | 51° 26' 31" NB, 3° 53' 17" OL | 509156 | Coupure in de Zwaaksedijk, gemaakt ten behoeve van de aanleg van de spoorbaan van de tramlijn                                                                 |
| Station Nisse | Transport                | 1927      |           | Palmboomseweg 1, Nisse              | 51° 27' 17" NB, 3° 52' 50" OL | 509157 | Upload foto |
| Kleine goederenloods naast station Nisse | Opslag                   | 1927      |           | Palmboomseweg bij 1, Nisse          | 51° 27' 17" NB, 3° 52' 50" OL | 509158 | Upload foto |
| Station 's-Gravenpolder - 's-Heer Abtskerke, in Interbellum-architectuur gebouwd                                                                              | Transport                | 1927      |           | Polderweg 29, 's-Heer Abtskerke     | 51° 27' 43" NB, 3° 53' 32" OL | 509159 | Station 's-Gravenpolder - 's-Heer Abtskerke,in Interbellum-architectuur gebouwd                                                                               |
| Kleine goederenloods naast station 's-Gravenpolder - 's-Heer Abtskerke, gebouwd onder invloed van streek-eigen bouwtrant                                      | Opslag                   | 1927      |           | Polderweg bij 29, 's-Heer Abtskerke | 51° 27' 43" NB, 3° 53' 32" OL | 509160 | Upload foto |
| Spoorbaan van de remise in Goes via 's-Gravenpolder, Langeweegje, Hoedekenskerke en Baarland tot aan de oostzijde van de Stationsstraat bij station Oudelande | Weg                      | 1927      |           | Stationsstraat bij 8, Oudelande     | 51° 25' 25" NB, 3° 54' 54" OL | 509161 | Spoorbaan van de remise in Goes via 's-Gravenpolder, Langeweegje, Hoedekenskerke en Baarland tot aan de oostzijde van de Stationsstraat bij station Oudelande |

En ook objecten die niet in het bovenstaande complex zijn opgenomen.
| Object                                 | Oorspronkelijke functie? | Bouwjaar | Architect | Locatie                   | Coördinaten?                  | Nr.?   | Afbeelding        |
| -------------------------------------- | ------------------------ | -------- | --------- | ------------------------- | ----------------------------- | ------ | ----------------- |
| Goederenloods                          | Opslag                   | 1872     |           | Stephensonweg bij 9, Goes | 51° 29' 52" NB, 3° 52' 44" OL | 527226 | Goederenloods     |
| Hoge Brug (voetgangersbrug over spoor) | Brug                     | 1871     |           | Wacht op herbouw          |                               | 457618 | Meer afbeeldingen |